# Leander Kahney
Leander Kahney est un écrivain britannique né le 25 novembre 1965, spécialisé dans la technologie. Il a principalement écrit sur l'œuvre de Steve Jobs et la firme technologique Apple Inc.

## Biographie
Il commence comme reporter, puis responsable éditorial chez Wired News, le pendant online du magazine Wired. Il a écrit trois livres qui livrent une quantité d'anecdotes et de secrets sur le fonctionnement de la société Apple : The Cult of Mac sorti en novembre 2004, Cult of iPod qui est édité deux ans plus tard et, le plus abouti des trois, Inside Steve’s Brain (littéralement « Dans le cerveau de Steve » [Jobs]), édité en 2009 en anglais et traduit la même année en néerlandais sous le titre Zo Denkt Steve (« Ainsi pense Steve ». Il s'avère en fait que chaque livre porte sur le même sujet mais, traitant d'un secteur d'activité en constante évolution, il est utile de rééditer des mises à jour régulièrement.
Leander Kahney est plus connu aux États-Unis pour la création et l'édition d'un blog nommé comme son premier livre « Cult of Mac »(Archive.org • Wikiwix • Archive.is • Google • Que faire ?). C'est un auteur et éditeur très influent dans la communauté des fans d'Apple. Il a été soupçonné à tort d'avoir créé le faux Steve Jobs (qui est en fait Daniel Lyons).

## Publications avant l'informatique
Avant de faire d'Apple son sujet-maître, Leander Khaney a travaillé pour de nombreuses publications telles que MacWeek, Scientific American, The Observer et The Guardian. Il a même travaillé en Grande-Bretagne comme reporter couvrant la guerre en ex-Yougoslavie.

## Vie privée
Leander Kahney vit à San Francisco en Californie. Il est marié et père de quatre enfants.

## Publications
- Leander Kahney, The Cult of Mac, No Starch Press, 2004, 268 p. (ISBN 1-886411-83-2)
- Leander Kahney, The Cult of iPod, No Starch Press, 2005, 151 p. (ISBN 978-1-59327-066-7)
- Leander Kahney, Inside Steve's brain, New York : Portfolio, 2008, 294 p. (ISBN 978-1-59184-198-2 et 1591841984)